# Дезарг, Жерар
Жерар Дезарг (фр. Girard Desargues) (2 марта 1591, Лион — 9 октября 1661, Лион) — французский геометр, архитектор, инженер и военнослужащий. Занимался свойствами перспективной проекции. Около 1650 г. изобрёл и указал на возможность использования эпициклоиды для профилирования зубьев. 

## Биография
Жерар Дезарг родился 2 марта 1591 года в Лионе (Франция). Принадлежал к аристократической фамилии. Получил домашнее образование. Служил в рядах армии, был военным инженером. Участвовал в осаде Ла-Рошели в 1628 году, во время этих событий познакомился и подружился с Декартом. Оставив службу, поселился во французской столице Париже, где вошел в кружок Шатеро-Лефевра, у которого встречал Гассенди, Буйо, Роберваля, Паскаля и других математиков того времени.

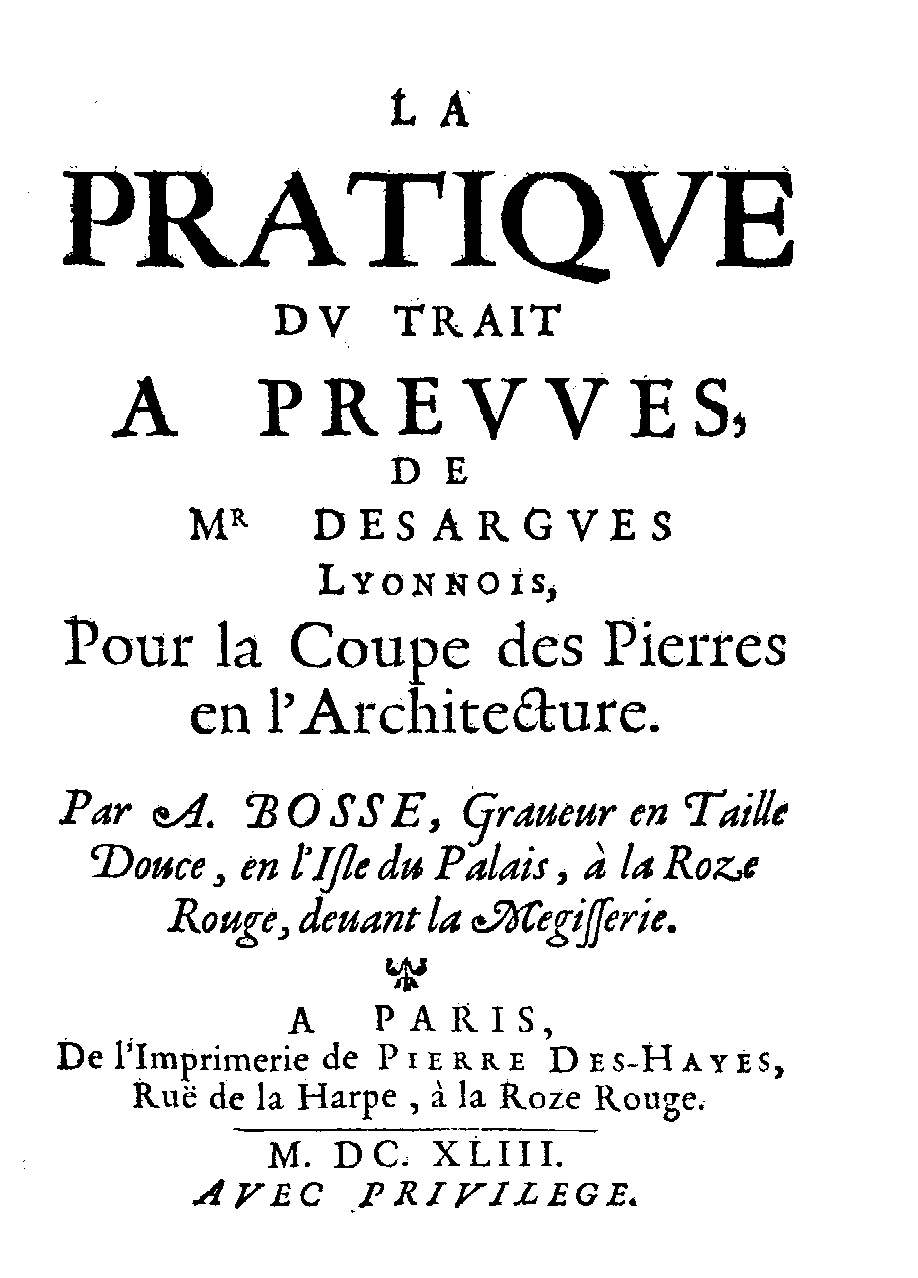
Pratique du trait a preuves (1643)

Основатель проективной геометрии. Помимо этого, Дезарг основал начертательную геометрию. В 1639 году он ввел в геометрию бесконечно удаленные элементы. В 1640 году ученый применил геометрический подход к практическим задачам, которые касались солнечных часов и резки камней. Еще одним достижением Жерара Дезарга было открытие эпициклоиды. Он применил ее к профилированию зубьев зубчатых колес. 
Его именем названа Теорема Дезарга об инволюции.
Жерар Дезарг умер 8 октября 1661 года в Лионе.

## Сочинения
После него остались следующие сочинения:
- «Трактат о перспективе» (Traité de la perspective, 1636);
- «Трактат о конических сечениях» (Traité des sections coniques, 1639);
- «Ouvrages rédigés par Bosse»,
- «La manière universelle pour poser l’essieu»,
- «La pratique du trait à preuve pour la coupe des pierres»;
- «La manière de graver en taille douce et à l’eau forte»;
- «La manière universelle pour pratiquer la perspective».

## Память
В 1964 г. Международный астрономический союз присвоил имя Жерара Дезарга кратеру на видимой стороне Луны.